# Titus Ivory
Titus Lovell Ivory (Charlotte, 13 agosto 1977) è un ex cestista statunitense.

## Carriera
Di ruolo guardia, ha esordito nella NCAA con i Penn State Nittany Lions. Successivamente ha giocato in Italia, Belgio, Germania.

## Palmarès
- Campionato belga: 1

Ostenda: 2006-07
- Campionato tedesco: 1

Cologne 99ers: 2005-06
- Coppa del Belgio: 1

Ostenda: 2008